# Max Wladimir von Beck
Pour les articles homonymes, voir Beck.
Max Wladimir Freiherr von Beck (né le 6 septembre 1854 à Vienne - mort le 20 janvier 1943 dans la même ville) est une personnalité politique autrichienne. Sous son mandat en tant que ministre-président est notamment voté en 1907, le suffrage universel masculin en Cisleithanie.  

## Biographie
Max Wladimir von Beck est ministre-président d'Autriche du 2 juin 1906 au 15 novembre 1908.